# Tomasz Pickering
Tomasz Pickering OSB, ang. Thomas Pickering (ur. 1621 w hrabstwie Derby, zm. 9 maja 1679 w Tyburn) – angielski brat z zakonu benedyktynów, ofiara antykatolickich prześladowań w Anglii okresu reformacji, zabity na podstawie nieprawdziwych zarzutów o udziale w spisku, na fali represji zapoczątkowanych przez Henryka VIII ustanawiającego zwierzchność króla nad państwowym Kościołem anglikańskim, czczonych przez Kościół katolicki jako męczennik za wiarę.

## Życiorys
Jego ojciec zginął w służbie królowi Karolowi I Stuartowi w czasie wojny domowej. W 1660 roku gdy przebywał we Francji wstąpił do zakonu benedyktynów w klasztorze pod wezwaniem świętego Grzegorza w Douai jako brat zakonny. Powołanie realizował od 1655 roku pełniąc w Londynie obowiązki kapelana żony króla Karola II Katarzyny Bragança. Gdy 1675 roku nakazano benedyktynom opuścić Anglię Tomaszowi Pickeringowi pozwolono pozostać ponieważ był osobą świecką nie zaś kapłanem.
Padł ofiarą nagonki na „papistów”, prowadzonej szczególnie bezkompromisowo przeciwko duchowieństwu katolickiemu realizującemu powołanie wśród wiernych pozostając w łączności ze Stolicą Apostolską i uznających za głowę Kościoła katolickiego papieża wbrew obowiązującemu Aktowi supremacji.
Aresztowany 29 września 1678 roku za sprawą pomówienia i osadzony w więzieniu Newgate. Postawiono go przed sądem razem z jezuitą ojcem Wilhelmem Irelandem i Janem Grove pod zarzutem udziału w fikcyjnym tajnym porozumieniu mającym na celu zabójstwo protestanckiego króla Karola II. Oskarżonego na podstawie fałszywych zeznań i mimo braku innych dowodów winy 17 grudnia 1678 roku skazano na śmierć. Wyrok przez powieszenie i poćwiartowanie wykonano 5 maja 1679 roku w Tyburn. Relikwie przechowywane są w Opactwie Downside.
Tomasz Pickering znalazł się w pierwszej grupie skazanych na śmierć za udział w sfabrykowanych przez anglikańskiego pastora Tytusa Oatesa knowaniach. Beatyfikacji męczennika dokonał papież Pius XI 15 grudnia 1929.
Wspomnienie liturgiczne błogosławionego męczennika w Kościele katolickim obchodzone jest w Dies natalis (9 maja).